# Feechopf
Feechopf – szczyt w Alpach Pennińskich, w masywie Allalin. Leży Szwajcarii w kantonie Valais, niedaleko granicy z Włochami. Szczyt można zdobyć ze schroniska Hotel Langflue (2867 m). Szczyt przykrywa lodowiec Feegletscher.